# Graphium doson
Espèce
Graphium doson ou Geai commun ou Machaon geai est une espèce de lépidoptères de la famille des Papilionidae, originaire d'Asie tropicale.

## Description de l'imago
C'est un papillon noir au centre des ailes semi-transparentes bleu pâle. Il existe une série marginale de taches plus petites. Le dessous des ailes est brun avec des taches semblables à celles du dessus, mais de couleur blanchâtre. Les deux sexes se ressemblent. Son envergure est de 5 à 6 cm.

## Répartition
Il est largement répandu et commun dans toute l'Asie du Sud, notamment au Sri Lanka et en Inde, au Sud, dans les Ghats orientaux, au Centre, dans les Satpuras, au Nord, au Bengale, l'Assam et les contreforts de l'Himalaya, ainsi qu'en Asie du Sud-Est et aussi en Chine, à Taïwan, en Corée et au Japon. L'espèce est cependant rare dans le sud de Honshū au Japon.

## Habitat
Il est commun dans les forêts épaisses, ripariennes, humides d'arbres à feuilles caduques, semi-pérennes ou pérennes du niveau de la mer jusqu'à une altitude d'environ 1000 m.

## Mode de vie
Il est actif pendant toute la journée et en perpétuel mouvement, il reste rarement posé. Son vol est rapide et direct.

## Cycle de vie

### Œufs
Les œufs sphériques et jaune pâle sont pondus individuellement sur la face inférieure des feuilles.

### Chenille
La chenille est fusiforme. Elle peut avoir deux couleurs, brun foncé ou vert herbeux. Elle porte sur le quatrième métamère des aiguillons courts, coniques et bleus entourés d'anneau jaune citron puis noir. L'osmeterium est vert bleu pâle. Il est sorti quand la chenille se sent menacée.

### Pupe
La chrysalide est vert pâle avec une ligne médiane pourpre foncé allant de la tête à la corne dorsale et une ligne jaune de la pointe de la corne au cremaster.

## Plantes hôtes
Les chenilles se nourrissent de plantes de la famille des Annonaceae, Lauraceae, Magnoliaceae et Sapindaceae telles que Annona lawii, Cinnamomum macrocarpum, Magnolia grandiflora, Michelia champaca, Milliusa tomentosum et Polyalthia longifolia.

## Sous-espèces
D'après Funet :
- Graphium doson doson
- Graphium doson albidum (Wileman, 1903)
- Graphium doson axion (C.& R. Felder, 1864)
- Graphium doson eleius (Fruhstorfer, 1907)
- Graphium doson eurypylides (Staudinger, 1895)
- Graphium doson evemonides (Honrath, 1884)
- Graphium doson gyndes (Fruhstorfer, 1907)
- Graphium doson kajanga (Corbet, 1937)
- Graphium doson mikado (Leech, 1887)
- Graphium doson nauta (Tsukada & Nishiyama, 1980)
- Graphium doson perillus (Fruhstorfer, 1908)
- Graphium doson postianus (Fruhstofer, 1908)
- Graphium doson rubroplaga (Rothschild, 1895)
- Graphium doson sankapura (Fruhstorfer, 1904)

## Philatélie
La sous-espèce Graphium doson albidum figure sur une émission du Japon de 1977 (valeur faciale : 50 y).

## Galerie

Comparaison entre Graphium agamemnon (Voilier vert) et Graphium doson (Geai commun)

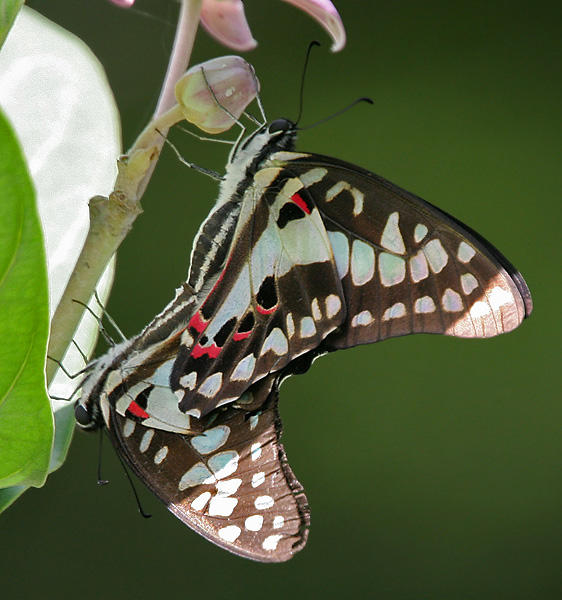
Accouplement
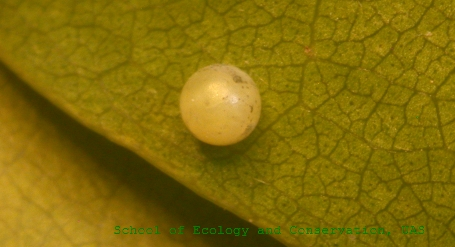
Œuf
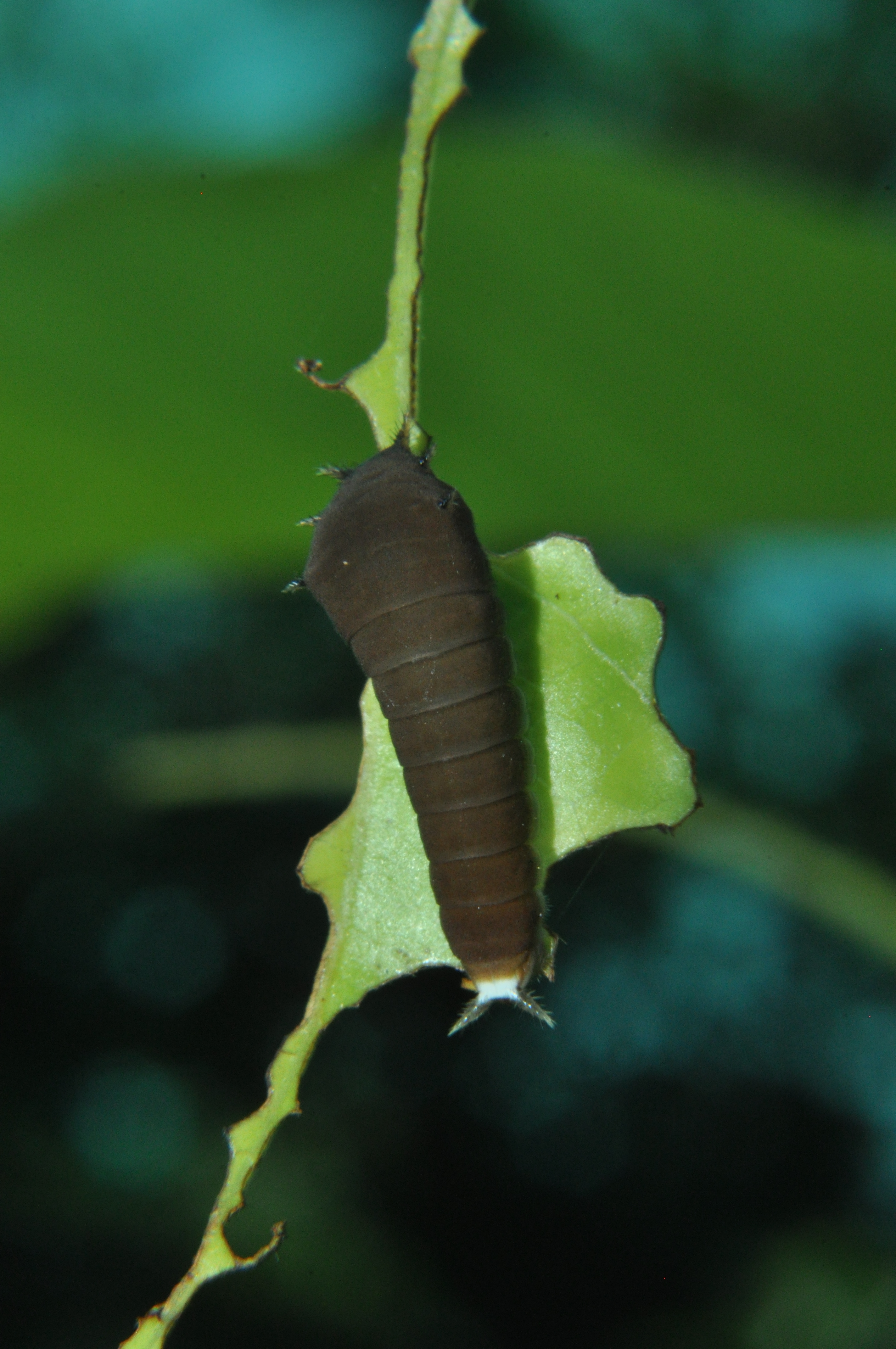
Chenille
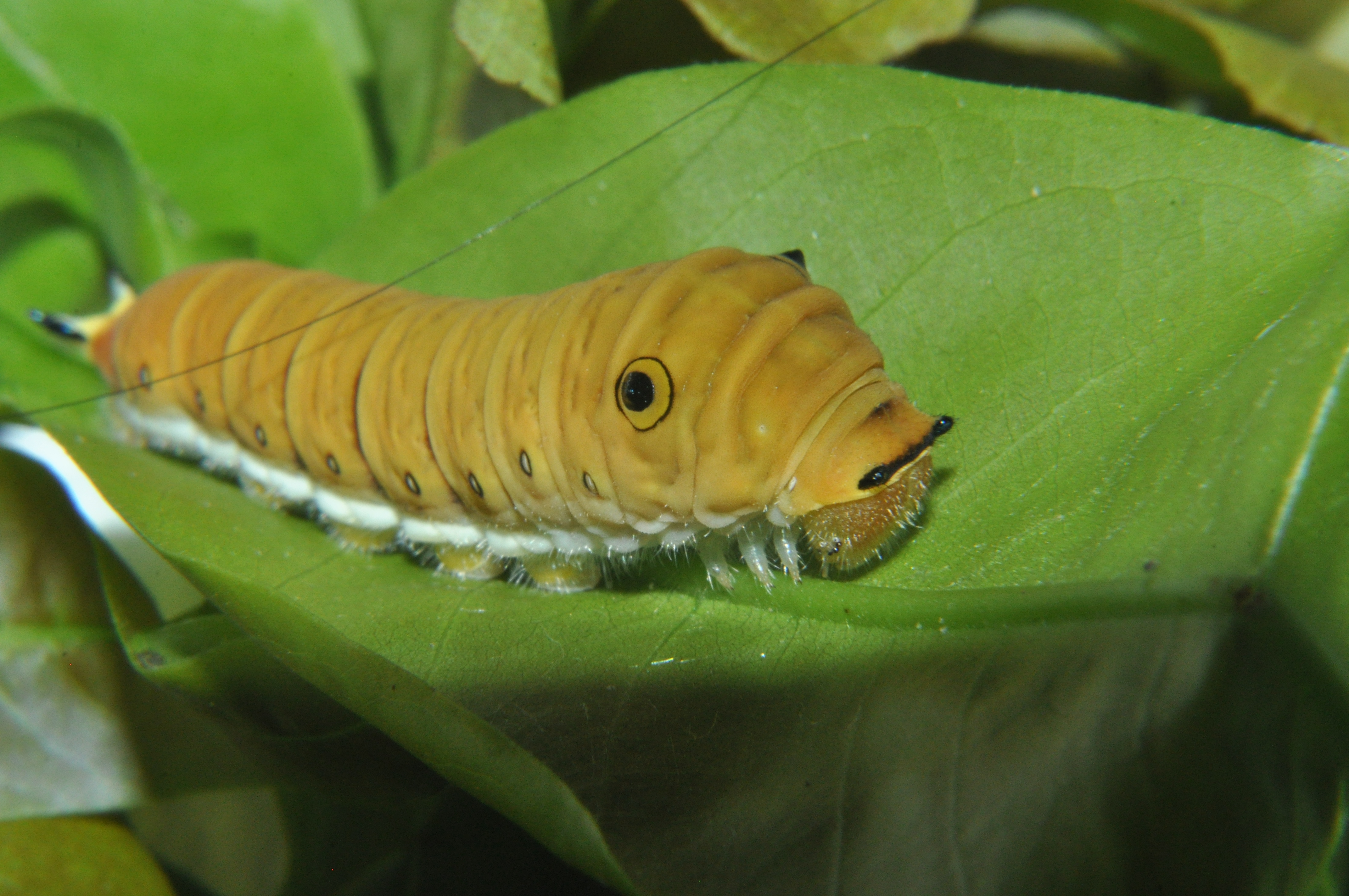
Chenille
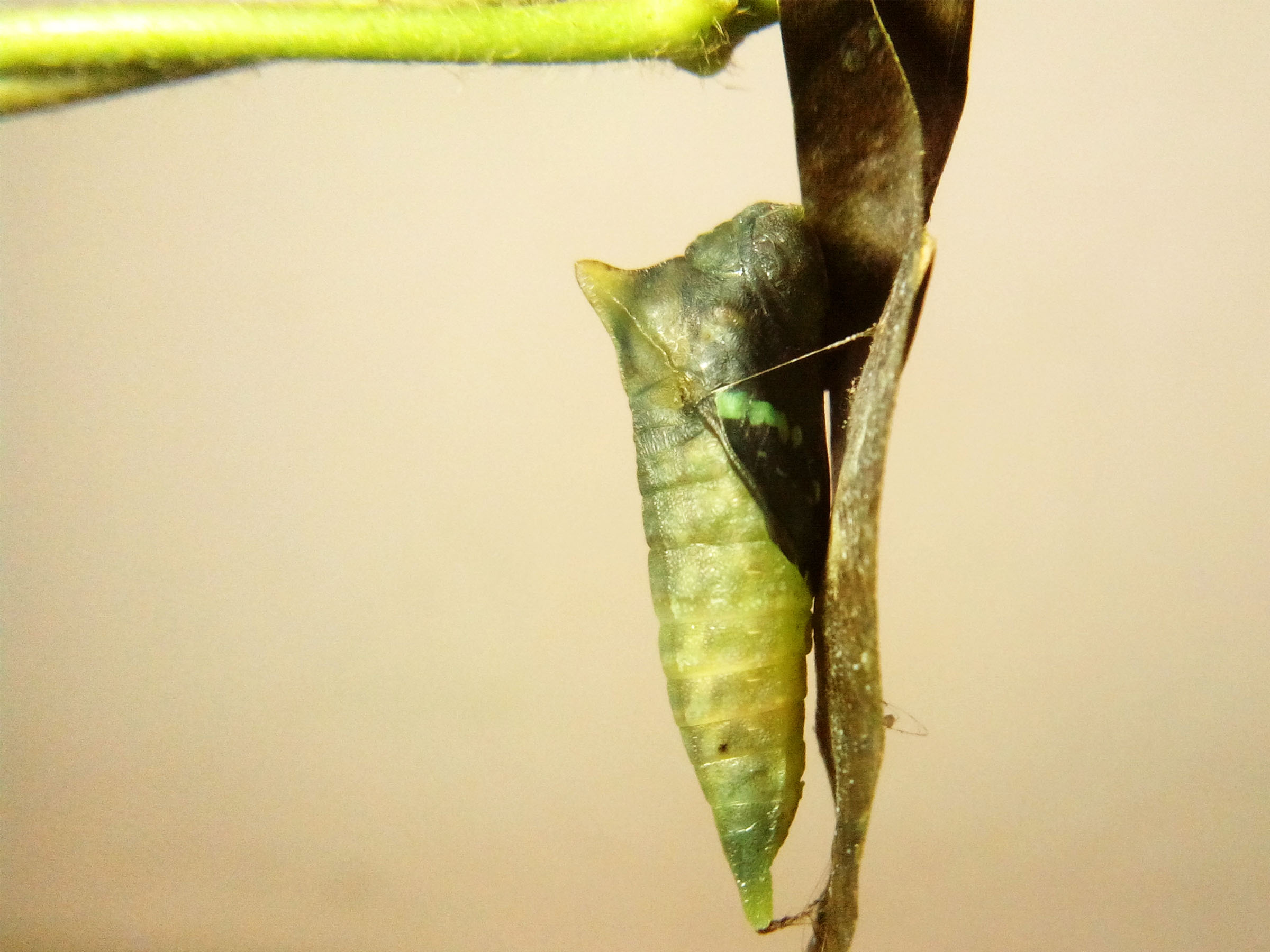
Chrysalide
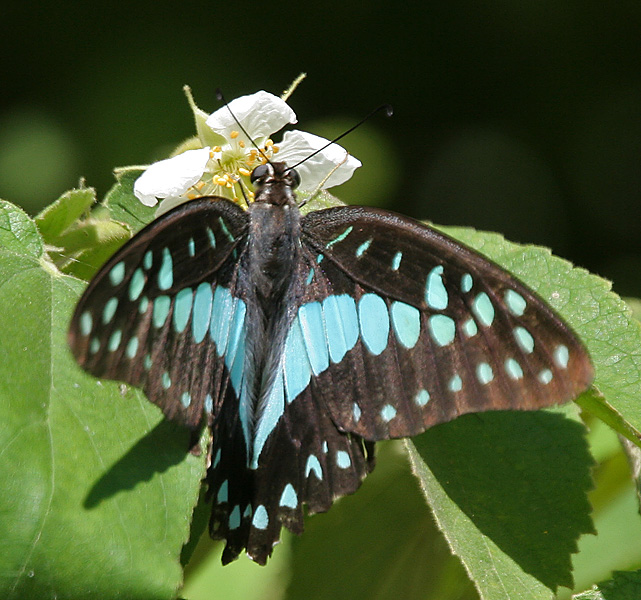
Vue dorsale